# 白氏马先蒿
白氏马先蒿（学名：Pedicularis paiana）是列当科马先蒿属的植物，为中国的特有植物。分布在中国大陆的甘肃、四川等地，生长于海拔2,800米至3,400米的地区，多生在生高山荒草坡中，目前尚未由人工引种栽培。